# ماينارد سنكلير
ماينارد سنكلير (بالإنجليزية: Maynard Sinclair)‏ هو مهندس وسياسي بريطاني، ولد في 4 أغسطس 1896 في بلفاست في المملكة المتحدة، وتوفي في 31 يناير 1953 في المملكة المتحدة. انتخب عضو برلمان أيرلندا الشمالية.